# Anna Grejman
Anna Grejman (Stettino, 8 giugno 1993) è una pallavolista polacca.
Gioca nel ruolo di schiacciatrice nel Małopolski Klub Siatkówki Muszyna.

## Carriera
La carriera di Anna Grejman inizia a livello giovanile nell'UKS Osiemnastka Szczecin, squadra della sua città natale. Passa poi per stagioni allo SMS PZPS Sosnowiec, per poi debuttare nella PlusLiga polacca con la maglia del Klub Sportowy Pałac Bydgoszcz nella stagione 2011-12, restando col club anche nella stagione successiva. Nel 2013 viene convocata per la prima volta nella nazionale polacca, prendendo parte al World Grand Prix.
Nella stagione 2013-14 veste la maglia del Klub Piłki Siatkowej Chemik Police, col quale vince il suo primo trofeo, la Coppa di Polonia, per poi vincere pure lo scudetto. Nella stagione seguente viene ingaggiata dall'Impel di Breslavia in cui rimane una sola stagione prima di trasferirsi nel Małopolski Klub Siatkówki Muszyna.

## Palmarès

### Club
- Campionato polacco: 1

2013-14
- Coppa di Polonia: 1

2013-14